# ダイリューテッドバーン
ダイリューテッドバーン（Diluted Burn）とは、理論空燃比で運転する4ストロークガソリンエンジンに大量のEGR（排気再循環）を導入することによって燃費を改善する技術。希釈燃焼。1997年にフルモデルチェンジしたマツダ・カペラに採用された。現在では大量EGRは普遍的に行われており、他社の技術との違いは必ずしも明確ではなく、現在ではマツダでもダイリューテッドバーンという名称は使われていない。